# The Fifth Season (альбом Oh My Girl)
The Fifth Season (с англ. — «Пятый Сезон») — студийный альбом южнокорейской гёрл-группы Oh My Girl. Второй из студийных альбомов группы, и первый из записанных в Корее. Он был выпущен 8 мая 2019 года лейблом WM Entertainment и распространен Kakao M. Альбом содержит 10 песен, в том числе заглавный трек «The Fifth Season (SSFWL)» и его инструментальную версию. Переиздание под названием Fall in Love было выпущено 5 августа 2019 года.

## Релиз и промоушен
11 апреля 2019 года агентство Oh My Girl’s WM Entertainment сообщило, что группа готовится к возвращению, запланированному на начало мая. В время ежедневного Everyday Miracle состоявшегося 20 апреля, было объявлено, что предстоящий релиз станет их дебютным полноформатным альбомом, выпущенным 8 мая.
Вечером 8 мая состоялась пресс-конференция, посвященная выпуску нового альбома. The Fifth Season является вторым студийным альбомом группы в целом, выпущенным в версиях «Drawing» и «Photography», отличающихся только обложкой. На следующий день после официального релиза альбома, Oh My Girl провели шоукейс для альбома на музыкальной программе M Countdown, впервые исполнив как «The Fifth Season (SSFWL)», так и «Shower» на телевидении. Oh My Girl получили награды на The Show и Show Champion за песню, 14 и 15 мая. Премия за выпуск M Countdown от 16 мая была первоначально присуждена NU'EST до того, как было выпущено заявление, признающее ошибку в расчете очков, и была присуждена Oh My Girl на следующей неделе.
24 июля WM Entertainment объявила, что альбом будет переиздан 5 августа 2019 года с двумя новыми треками: Bungee «(Fall In Love)» и «Tropical Love». А 8 августа группа начала исполнять «(Fall In Love)» на музыкальных шоу.

## Коммерческий успех
Альбом дебютировал под номером 4 в еженедельном альбомном чарте Южной Кореи Gaon и под номером 16 в ежемесячном альбомном чарте Gaon, продав 21 203 к концу мая. Заглавный трек также достиг пика под номером 26 на цифровой диаграмме Gaon и под номером 7 на диаграмме загрузки Gaon.

## Трек-лист
{{Track listing
| total_length  = 35:03
| extra_column  = Arrangement
| title1        = The Fifth Season (SSFWL)
| note1         = 다섯 번째 계절 (SSFWL)
| lyrics1       = 
- Шаблон:Seo Ji-eum

| №                   | Название                                                           | Текст песни                              | Музыка | Arrangement                                            | Длительность |
| ------------------- | ------------------------------------------------------------------ | ---------------------------------------- | --- | ------------------------------------------------------ | ------------ |
| 1.                  | «Bungee (Fall in Love)» (번지)                                     | Seo Ji-eum Mimi                          | Hyuk Shin @ 153/Joombas Jeong Yoon @ 153/Joombas Ashley Alisha(153/Joombas) JJ Evans(153/Joombas) MooF(153/Joombas) | Jeong Yoon @ 153/Joombas MooF(153/Joombas)             | 2:57         |
| 2.                  | «Tropical Love»                                                    | Seo Ji-eum                               | Lee Woo-min "Collapsedone" Mayu Wakisaka                                                                            | Lee Woo-min "Collapsedone"                             | 3:24         |
| 3.                  | «The Fifth Season (SSFWL)» (다섯 번째 계절 (SSFWL))                | Seo Ji-eum                               | Steven Lee Caroline Gustavsson Joe Lawrence                                                                         | Steven Lee Joe Lawrence                                | 4:00         |
| 4.                  | «Downpour» (소나기)                                                | Seo Ji-eum                               | Steven Lee Willie Weeks Becky Jerams                                                                                | Willie Weeks                                           | 3:47         |
| 5.                  | «Case No.L5VE» (미제)                                              | Jeong Hye-lin Mimi                       | Hyuk Shin (153/Joombas) MRey (153/Joombas) Ashley Alisha (153/Joombas)                                              | Hyuk Shin (153/Joombas) MRey (153/Joombas)             | 3:19         |
| 6.                  | «Tic Toc»                                                          | Seo Jung-ah                              | Victor Carl (Galavant) Sebastian Anton Atas (Galavant) SING (aka Mark E. Robertson) JAY Hong                        | Victor Carl (Galavant) Sebastian Anton Atas (Galavant) | 3:15         |
| 7.                  | «Gravity» (유성)                                                   | Seo Ji-eum                               | Lee Woo-min "collapsedone" Mayu Wakisaka                                                                            | Lee Woo-min "collapsedone"                             | 3:09         |
| 8.                  | «Crime Scene»                                                      | Shin Jin-hye Mimi                        | David Amber Sean Alexander Mayu Wakisaka                                                                            | David Amber                                            | 3:27         |
| 9.                  | «Deep Sea (Underwater Love)» (심해 (마음이라는 바다))              | Seo Ji-eum                               | Park Seul-gi (153/Joombas) Bae Min-soo (153/Joombas) Ashley Alisha (153/Joombas) Le'mon (153/Joombas)               | Park Seul-gi (153/Joombas) Bae Min-soo (153/Joombas)   | 3:30         |
| 10.                 | «Vogue»                                                            | Seo Ji-eum Mimi                          | MooF (153/Joombas) Ashley Alisha (153/Joombas) JJ Evans (153/Joombas)                                               | MooF (153/Joombas)                                     | 3:16         |
| 11.                 | «Checkmate»                                                        | Seo Ji-eum Shin Jin-hye Seo Jung-ah Mimi | Ryan S. Jhun Henri Vuortenvirta Anna Timgren                                                                        | Ryan S. Jhun Henri Vuortenvirta Anna Timgren           | 3:14         |
| 12.                 | «The Fifth Season (SSFWL)» (다섯 번째 계절 (SSFWL)) (Instrumental) |                                          | Steven Lee Caroline Gustavsson Joe Lawrence                                                                         | Steven Lee Joe Lawrence                                | 4:00         |
| Общая длительность: | Общая длительность:                                                | Общая длительность:                      | Общая длительность:                                                                                                 | Общая длительность:                                    | 41:40        |

## Чарты
| Чартыв (2019)              | Высшая позиция |
| -------------------------- | -------------- |
| South Korean Albums (Gaon) | 4              |